# Бурдэ (сомон)
Бурд (монг. Бүрд) — сомон аймака Уверхангай, территория 2,6 тыс. кв.км, население 4,5 тыс. чел.
Центр — посёлок Онгон — в 136 км от Арвайхээра и в 295 км от Улан-Батора.

## География и климат
Горы: Батхаан-Уул — 2118 м, Чапггат — 2035 м, Унэгэд — 1782 м. Много небольших озер.
Климат резко континентальный. Средняя температура января: −23 градусов, июля: +16 градусов, ежегодная норма осадков 300 мм. Запасы графита, каменного угля, сланцев, мрамора. Водятся олени, кабаны, косули, волки, лисы, корсаки.

## Достопримечательности
Заповедные места — гора Батхаан, пески Монгол-Элс, озеро Ногоон-Нуур. Есть школа, больница, торгово-культурные центры.

## Известные уроженцы
- В сомоне родился знаменитый монгольский писатель и поэт Дендевин Пюревдорж.